# T29 (міноносець)
T29 (нім. T 29) — військовий корабель, міноносець типу 1939 Кріґсмаріне за часів Другої світової війни.
Міноносець T29 закладений у 1942 році на верфі заводу Schichau-Werke в Ельблонзі. 16 січня 1943 року спущений на воду, а 21 серпня 1943 року корабель уведений до складу військово-морських сил Третього Рейху. T29 брав участь у бойових діях в атлантичних водах, діяв біля берегів Франції. Протягом року забезпечував прикриття проривачам блокади, які рушили Біскайською затокою до та з портів окупованої Франції. Бився у битві в цій затоці наприкінці року. 26 квітня 1944 року внаслідок бою з канадськими есмінцями «Ашанті», «Атабаскан», «Хаїда» та «Гурон» затоплений артилерійським вогнем поблизу північного узбережжя Бретані.

## Історія служби
21-22 березня 1944 року T29, діючи разом з міноносцями T27, «Ягуар», «Мюве», «Грайф» і «Кондор» типу 1923, здійснював постановку мінного поля на підступах до Гавра та Фекама.
У ніч з 21 на 22 квітня 1944 року 4-та флотилія, яка складалася з міноносців T24, T27 і T29, вийшла з Шербура до Сен-Мало. В ніч з 25 на 26 квітня, після встановлення мінного поля поблизу островів Сет-Іль на північному узбережжі Бретані, флотилія зіткнулася з силами союзників, які складалися з легкого крейсера «Блек Прінс» та есмінців «Ашанті», «Атабаскан», «Хаїда» та «Гурон», що діяли неподалік від Іль-де-Ба. Німецька берегова артилерія безрезультатно обстріляла кораблі союзників, і командир флотилії корветтен-капітан Франц Колауф попрямував на захід у пошуках кораблів союзників, але о 02:07 радар «Блек Прінса» першим помітив німців на відстані 21 000 ярдів (19 000 м). Невдовзі німці також виявили кораблі союзників і змінили курс. Британські та канадські кораблі були швидшими за німецькі міноносці та до 02:20 скоротили дистанцію до 13 000 ярдів (12 000 м), коли «Блек Прінс» почав стріляти освітлювальними снарядами. Есмінці з відстані 9000 ярдів (8200 м) вели вогонь по T24 і T27, незабаром крейсер «Блек Прінс» відкрив вогонь у підтримку, доки одна з його передніх башт не заклинила. Вогонь союзників був точним, і о 02:31 один снаряд уразив T27, унаслідок чого, той знизив швидкість до 12 вузлів (22 км/год); Колауф наказав кораблю відходити до затоки Морле, і союзники втратили його радіолокаційне відображення серед скель затоки. T24 безрезультатно вистрілив із кормових торпедних апаратів у своїх переслідувачів, а потім у нього влучили два снаряди в надбудову, що викликало пожежу, яку швидко загасили. О 02:54 він безрезультатно випустив торпеди, що залишилися, і приблизно в той самий час снаряд вивів з ладу кермо T29. «Ашанті» та «Гурон» зосередилися на T29, тоді як «Хайда» та «Атабаскан» продовжували переслідування T24. Але T24 встиг прорватися до Сен-Мало, а канадські есмінці повернулися, щоб допомогти потопити T29.
О 04:20 кораблі союзників артилерійським вогнем потопили T29, при цьому загинуло 137 членів екіпажу. Пізніше патрульний катер врятував 73 чоловіки, які перебували у воді.